# Khajeh Nasir Toosi University of Technology
Khajeh Nasir Toosi University of Technology (KNTU) (in persiano دانشگاه صنعتی خواجه نصيرالدين طوسی‎), nota anche come KN Toosi University of Technology, è un'università pubblica di Teheran, in Iran, che prende il nome dallo studioso persiano medievale Khajeh Nasir Toosi. L'università è considerata una delle istituzioni di istruzione superiore più prestigiose e sponsorizzate dal governo in Iran. L'ammissione all'università è altamente competitiva e l'ingresso a tutti i corsi di laurea e di laurea richiede un punteggio tra l'1% più alto degli studenti dell'esame di ammissione all'università iraniana, noto anche come "Konkoor", che deriva da una parola francese simile "concours", che significa concorrenza.

## Storia

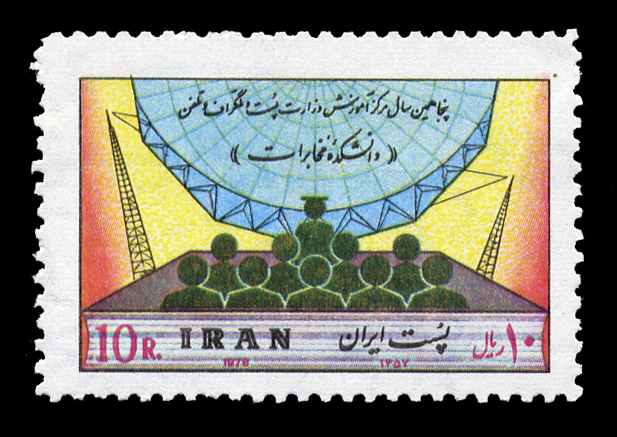
Timbro commemorativo del 50 ° anniversario

L'università è stata fondata nel 1928, durante il regno di Reza Shah Pahlavi, a Teheran ed è stato nominato l'"Istituto delle comunicazioni" (in persiano دانشکده مخابرات‎). È quindi considerata la più antica istituzione accademica sopravvissuta in tutto il paese. (L'Iran aveva università da 800 a 2000 anni fa di cui sono sopravvissuti solo il nome, le rovine e la storia scientifica).
Questo istituto è stato successivamente ampliato con un dipartimento di ingegneria elettronica ed elettrica. Il 50 ° anniversario della fondazione di questo istituto accademico è stato celebrato nel 1978 e un francobollo commemorativo è stato pubblicato dalle Poste dell'Iran, prima della rivoluzione islamica del 1979 (vedi foto).
Il dipartimento di ingegneria civile è stato fondato nel 1955 come Istituto di rilevamento. Questo istituto è stato successivamente affiancato dagli Istituti di ingegneria idraulica e ingegneria strutturale. Il dipartimento di ingegneria meccanica è stato fondato nel 1973. Questi istituti di istruzione superiore sono stati formalmente integrati nel 1980 e denominati "Complesso universitario tecnico e di ingegneria". Come pratica generale per rendere omaggio alle figure scientifiche e scolastiche della nazione, l'università è stata ribattezzata nel 1984 "Khajeh Nassir-Al-Deen Toosi (KN Toosi) University of Technology". È affiliato al Ministero della Scienza, della Ricerca e della Tecnologia dell'Iran.
A partire dal 2012, l'università sta pianificando progetti ad alta tecnologia, inclusa la produzione di un nuovo satellite chiamato "Saar" (Starling) e rivestimenti per evitare i radar per gli aerei. Il comitato scientifico dell'università è anche coinvolto in molti progetti industriali, tra cui la costruzione di vettori satellitari e un elicottero autoctono a otto posti.

## Alumni famosi
- Darioush Rezaeinejad, un ricercatore nel campo della difesa e del nucleare che è stato assassinato davanti alla sua casa a Teheran orientale nel luglio 2011[2]
- Mohammad Ardakani che ha servito come ministro delle cooperative e governatore della provincia di Qom.
- Mohammad Aliabadi, ex vicepresidente e capo dell'Organizzazione per l'educazione fisica dell'Iran, è stato anche presidente del Comitato olimpico nazionale della Repubblica islamica dell'Iran dal 2008 al 2014.
- Ali Motahari Rappresentante di Shabestar alle 8 elezioni dell'Assemblea consultiva islamica.
- Ali-Akbar Mousavi Khoeini è stato eletto deputato al 6° parlamento iraniano.
- Mostafa Mohammad-Najjar un politico iraniano ed ex generale dell'esercito. È stato ministro degli interni dell'Iran dal 2009 al 2013 e ministro della difesa nel primo gabinetto di Mahmoud Ahmadinejad dal 2005 al 2009. È anche un vterano dell'IRGC.
- Farzad Hassani popolare attore iraniano.
- Aidin Bozorgi, alpinista iraniano, scomparso nel Broad Peak.
- Hassan Tehrani Moghaddam
- Mahmoud Ghandi

## Facoltà
- Facoltà di Ingegneria Elettrica (1928)[3]
- Facoltà di Ingegneria Meccanica (1973)[4]
- Facoltà di Ingegneria Civile (1955)
- Facoltà di Ingegneria Industriale (1998)[5]
- Facoltà di geodesia e ingegneria geomatica (1955)
- Facoltà di Ingegneria Aerospaziale (2006)
- Facoltà di Ingegneria Informatica
- Facoltà di Scienza e Ingegneria dei Materiali
- Facoltà di Chimica
- Facoltà di Fisica
- Facoltà di Matematica
- The E-Learning Center (2004)

A causa delle diverse origini della KN Toosi University of Technology, le facoltà non sono concentrate in un campus. Di conseguenza, l'università ha cinque campus e un edificio centrale. Tuttavia, il piano per l'accentramento dell'università è in corso.
Ogni facoltà ha il proprio centro di computer, biblioteca e ufficio dei servizi educativi. Tutte le biblioteche sono collegate alla rete di biblioteche Simorgh. Sono disponibili strutture abitative per uomini, donne e coppie. Ci sono impianti sportivi in tutti i campus. L'università sta programmando lo sviluppo di una filiale in Venezuela e di centri di ricerca a Teheran.
L'edificio centrale in Mirdamad Ave., Teheran, è l'organo di gestione dell'università e la presidenza, tutte le vice presidenze, i servizi accademici centrali e l'ufficio del registro sono in questo edificio. La gestione dei servizi educativi avviene attraverso il sistema di gestione dell'istruzione Golestan, mentre la ricerca è gestita tramite il sistema di gestione della ricerca Sepid.

## Programmi
L'università offre lauree di primo livello (BS) in più di 20 e Master (MS) in 50 campi accademici. Ha anche 28 programmi di dottorato. Ospita più di cinque programmi educativi congiunti a livello BS e MS. I corsi hanno un orientmento industriale su una base ampia. L'università ha 250 docenti a tempo pieno. Il numero totale di studenti è di circa 7.000.

## Facoltà di Ingegneria Elettrica e Informatica
La Facoltà di Ingegneria Elettrica e Informatica è stata fondata nel 1928. È la facoltà principale e più antica della KN Toosi University of Technology.
È anche la prima scuola di ingegneria elettrica in Iran. La facoltà ha più di 70 membri di facoltà a tempo pieno. È tra le migliori scuole di ingegneria elettrica in Iran, specialmente negli studi universitari nel campo delle comunicazioni, dei controlli e dell'ingegneria biomedica. La Facoltà di Ingegneria Informatica è stata fondata nel 2014 dopo la separazione dalla Facoltà di Ingegneria Elettrica.
Offre i seguenti programmi:
| B.Sc.                                       | M.Sc.                    | Ph.D.                    |
| ------------------------------------------- | ------------------------ | ------------------------ |
|                                             | Ingegneria Biomedica     | Ingegneria Biomedica     |
| Ingegneria elettrica: comunicazioni         | Comunicazioni            | Comunicazioni            |
| Ingegneria elettrica: controllo             | Controllo                | Controllo                |
| Ingegneria elettrica: elettronica           | Elettronica              | Elettronica              |
| Ingegneria elettrica: ingegneria energetica | Ingegneria Energetica    | Ingegneria Energetica    |
| Ingegneria informatica: hardware            | Intelligenza artificiale | Intelligenza artificiale |
| Ingegneria informatica: software            | Intelligenza artificiale | Intelligenza artificiale |
| Ingegneria aerospaziale: astronautica       | Ingegneria Astronautica  | Ingegneria Astronautica  |

Queste facoltà sono al ponte Seyedkhandan, accanto al Ministero delle comunicazioni. Un centro ricreativo è in questo campus.
- Coordinate: 35.739°N 51.4486°E
- Sito ufficiale: www.ee.kntu.ac.ir, www.ce.kntu.ac.ir

## Facoltà di Ingegneria Aerospaziale
Questa è la più giovane delle facoltà KNTU. Il suo nucleo è stato formato come gruppo aerospaziale nella Facoltà di Ingegneria Meccanica nel 2000. Ha fornito programmi di Master in aerodinamica, propulsione, dinamica di volo e strutture aerospaziali. Nel 2001 ha lanciato il primo programma di Master in ingegneria delle macchine spaziali in Iran.
Nel 2004 è stato lanciato il programma di ingegneria aerospaziale congiunto BSc con MATI (Università tecnologica dell'aviazione statale di Mosca). Nel 2006, la Facoltà era diventata ufficialmente indipendente dalla Facoltà di Ingegneria Meccanica e il primo gruppo di studenti di stato BSc è stato ammesso attraverso gli esami di ammissione all'università iraniana.
Negli anni 2000-2007 la Facoltà ha utilizzato le strutture della Facoltà di Ingegneria Meccanica. Nel giugno 2007, la Facoltà di Ingegneria Meccanica si è trasferita nel suo nuovo campus e la facoltà è diventata indipendente. Alcune delle strutture della Facoltà di Ingegneria Meccanica (come le officine) erano tenute nel campus di Ingegneria aerospaziale.
Il campus si trova su University Boulevard, Vafadar St., Tehranpars. Ha una grande biblioteca che si sta attrezzando. La sistemazione per studenti di ingegneria aerospaziale è proprio accanto alla facoltà. La palestra Nasir (il più recente edificio ricreativo della KN Toosi University of Technology) è anche accanto alla facoltà. Ci sono progetti per la costruzione di strutture ricreative, inclusa una palestra, in questo sito. Il complesso dei laboratori dell'università si trova in questo campus.
Ci sono circa 170 studenti che studiano presso la facoltà e ci sono 10 membri della facoltà a tempo pieno. La facoltà si avvale anche di molti professori part-time, solitamente della Facoltà di Ingegneria Meccanica. Il primo gruppo di studenti del programma congiunto è stato inviato in Russia nell'agosto 2007. La facoltà lancerà il suo programma di dottorato di ricerca nel 2008.
La facoltà è stata l'ospite della sesta conferenza nazionale e della seconda conferenza internazionale della Iranian Aerospace Society. Un nuovo centro di ricerca è stato istituito presso la facoltà nel 2007, che conduce ricerche industriali nel settore aerospaziale. Ci sono laboratori di ricerca presso la facoltà, tra cui:
- MDO Lab
- Laboratorio di controllo
- Laboratorio di ricerca sulla combustione e la propulsione
- Laboratorio di aerodinamica e galleria del vento
- Laboratorio di elaborazione parallela
- Space Research Lab

La tabella seguente mostra i programmi disponibili presso la Facoltà:
| B.Sc.                                                                       | M.Sc.                                                   | Ph.D.                                                                       |
| --------------------------------------------------------------------------- | ------------------------------------------------------- | --------------------------------------------------------------------------- |
| Ingegneria Aerospaziale                                                     | Ingegneria aerospaziale ( propulsione )                 | Ingegneria aerospaziale ( propulsione )                                     |
| Ingegneria aerospaziale (programma congiunto con l'Università MATI, Russia) | Ingegneria aerospaziale ( aerodinamica )                | Ingegneria aerospaziale (dinamica e controllo del volo)                     |
|                                                                             | Ingegneria aerospaziale (macchine spaziali)             | Ingegneria aerospaziale (programma congiunto con l'Università MATI, Russia) |
|                                                                             | Ingegneria aerospaziale (dinamica e controllo del volo) |                                                                             |
|                                                                             | Ingegneria aerospaziale (strutture aerospaziali)        |                                                                             |

## Facoltà di Ingegneria Civile
Questa facoltà comprende sei gruppi: ingegneria dei terremoti-ingegneria dell'acqua-ingegneria del suolo-ingegneria strutturale-ingegneria dei trasporti-ingegneria ambientale.
Offre i seguenti programmi:
| B.Sc.             | M.Sc.                            | Ph.D.                                   |
| ----------------- | -------------------------------- | --------------------------------------- |
| Ingegneria Civile | Acqua: risorse idriche           | Progettazione applicata                 |
|                   | Acqua: idraulica                 | Ingegneria strutturale                  |
|                   | Ambiente                         | Ingegneria del suolo e delle fondazioni |
|                   | Terremoto                        |                                         |
|                   | Strutture                        |                                         |
|                   | Strutture idrauliche             |                                         |
|                   | Strada e trasporti               |                                         |
|                   | Meccanica e fondazioni del suolo |                                         |
|                   | Strutture marine                 |                                         |

Il campus è utilizzato congiuntamente da questa facoltà e dalla Facoltà di geodesia e ingegneria geomatica. La biblioteca contiene circa 7.000 libri in persiano, 6.000 libri in inglese e altre lingue straniere, 130 riviste in diverse lingue e 150 tesi e rapporti di ricerca. La libreria dell'università è in questo campus. Sono presenti una struttura abitativa e alcuni impianti sportivi. La facoltà dispone di diversi laboratori completamente attrezzati utilizzati per la ricerca o l'insegnamento.
Laboratori:
- Laboratori di ingegneria strutturale: calcestruzzo, strutture, meccanica dei materiali, materiali da costruzione.
- Laboratori di ingegneria idrica: idrologia, idraulica e modelli idraulici.
- Laboratori di ingegneria stradale e dei trasporti: proprietà della pavimentazione.
- Laboratori di ingegneria del suolo e delle fondazioni: laboratorio di meccanica del suolo.
- Laboratori di Ingegneria Sismica: Laboratorio di Dinamica Strutturale, comprensivo di dispositivi per prove di vibrazioni ambientali e forzate per la valutazione e misura delle caratteristiche dinamiche delle strutture esistenti, nonché un sito informatico antisismico.
- Laboratori di ingegneria ambientale: chimica dell'acqua e delle acque reflue, materiali solidi ridondanti e microbiologia.

Questa facoltà è esperta in ingegneria del calcestruzzo e ha vinto premi nazionali e internazionali per i suoi risultati in questo campo. Tra questi il primo posto nel 2002 e nel 2003, il secondo nel 2001 e il terzo nel 2004 nelle gare sul cemento dell'American Concrete Institute (ACI). Si sono aggiudicati il terzo posto nella progettazione e costruzione di ponti con il concorso in legno di Balsa nel 2003. Gli studenti pubblicano una rivista scientifica chiamata Abanegan آبانگان dedicata all'ingegneria idrica.
La facoltà ha 28 membri di facoltà a tempo pieno. È a Valiasr St., di fronte alle torri Eskan. In questo campus si trovano alloggi per studenti, un centro ricreativo e la libreria dell'università.

## Il centro di e-learning
Nel 2004 la KN Toosi University of Technology ha avviato i suoi programmi di e-learning. Sono disponibili i seguenti programmi:
- Laurea in ingegneria industriale (analisi del sistema)
- Bsc in IT
- Laurea in Ingegneria Informatica
- Master in Ingegneria Industriale (analisi di sistema)
- Master in IT (ingegneria dei sistemi informativi)

Questo centro si trova nell'edificio centrale dell'università (Mirdamad Ave.).

## Facoltà di Geodesia e Geomatica
L'attività didattica di questa facoltà è iniziata nel 1954 come Istituto di Geomatica. Questo è stato subito dopo l'istituzione dell'Organizzazione geomatica dell'Iran. La missione del nuovo istituto di geomatica era principalmente quella di formare la forza lavoro geomatica professionale per le organizzazioni governative. Nel 1980, questo istituto è entrato a far parte della neonata KN Toosi University of Technology. Inizialmente era conosciuta come la Facoltà di Ingegneria Civile e l'ingegneria geodetica e geomatica era uno dei dipartimenti. Con l'espansione dell'università, nel 2001, questo dipartimento ha creato una facoltà indipendente con il nome di geodesia e ingegneria geomatica per soddisfare la crescente domanda.
Essendo l'unica facoltà di geodesia e geomatica in Iran, questa facoltà è riconosciuta come uno dei principali centri educativi e di ricerca dell'Iran in geodesia e ingegneria geomatica. Con più di 19 docenti a tempo pieno, questa facoltà offre programmi a livello universitario e universitario.
| B.Sc.                                       | M.Sc.              | Ph.D.                            |
| ------------------------------------------- | ------------------ | -------------------------------- |
| Ingegneria geomatica (geodesia e geomatica) | Geodesia           | Geodesia                         |
|                                             | Fotogrammetria     | Fotogrammetria e telerilevamento |
|                                             | Rilevamento remoto | Fotogrammetria e telerilevamento |
|                                             | GIS                | GIS                              |

Questa facoltà si trova a Valiasr St., di fronte alle torri Eskan.

## Facoltà di Ingegneria Industriale
Nel 1993 è stato costituito il Dipartimento di Ingegneria Industriale presso la Facoltà di Ingegneria Meccanica. Nel 1999 questo dipartimento è stato separato dalla Facoltà di Ingegneria Meccanica per continuare le sue attività come Facoltà indipendente.
Programmi e titoli presentati presso la Facoltà di Ingegneria Industriale:
| B.Sc.                                | M.Sc.                  | Ph.D.                  |
| ------------------------------------ | ---------------------- | ---------------------- |
| Produzione industriale               | Ingegneria Industriale | Ingegneria Industriale |
| Analisi e pianificazione dei sistemi | IT                     |                        |
|                                      | E-commerce             |                        |
|                                      | MBA                    |                        |

KN Toosi University of Technology è nota per le sue relazioni industriali. Conduce ricerche per molte aziende come Iran Khodro, Saipa, Aerospace Industries Organization. La ricerca è condotta in tutti i laboratori KNTU e anche gruppi di ricerca come ARAS Archiviato il 27 giugno 2019 in Internet Archive. esistono all'interno delle facoltà. Il centro di ricerca Launch Vehicle ha iniziato i suoi lavori presso la facoltà di Ingegneria Aerospaziale, uno dei primi centri nel suo genere. Ci sono diversi centri di eccellenza in questa università, inclusi i seguenti:
- misurazione di precisione e controllo di qualità
- simulazione
- tecnologia dell'informazione
- impianti industriali e automazione
- progettazione e produzione avanzate e robotica
- intelligenza strategica (SIRLAB)
- studio del tempo e del movimento

Capacità e interessi di ricerca:
- Gestione del flusso del traffico aereo e problema di tenuta al suolo
- Tecnologia dell'informazione: commercio elettronico
- Sistemi di controllo qualità nei processi produttivi
- Sistemi di gestione della qualità
- Pianificazione e controllo della produzione
- Sistemi di manutenzione
- Design industriale basato su fattori umani
- Analisi dei problemi ergonomici
- Analisi di sistemi industriali mediante simulazione al computer
- Internet Marketing
- ISCM
- e-CRM
- Intelligence commerciale
- Processo decisionale nel commercio e nell'industria
- ERP

Questa facoltà si trova nell'edificio Mollasadra, Pardis St., Mollasadra St., Vanak Sq. Gestisce anche un edificio a Seyedkhandan Bridge, Dabestan Alley.

## Facoltà di Ingegneria Meccanica
La Facoltà di Ingegneria Meccanica è stata fondata nel 1973.
Nel giugno 2007, la Facoltà di Ingegneria Meccanica si è trasferita nel suo nuovo campus. La facoltà ha 44 membri di facoltà a tempo pieno.
| B.Sc.                               | M.Sc.                               | Ph.D.                  |
| ----------------------------------- | ----------------------------------- | ---------------------- |
| Ingegneria meccanica (Termo-fluido) | Meccatronica                        | Conversione di energia |
| Ingegneria meccanica (solidi)       | Design applicato                    | Design applicato       |
|                                     | Conversione di energia              | Produzione             |
|                                     | Tecnologia e processi di produzione |                        |
|                                     | Scienza materiale                   |                        |
|                                     | Sistemi di rilevamento e controllo  |                        |
|                                     | Sistemi energetici                  |                        |
|                                     | Ingegneria automobilistica          |                        |

Questa facoltà si trova nell'edificio Mollasadra, Pardis St., Mollasadra St., Vanak Sq.

## facoltà di Scienze
L'ex Facoltà di Scienze di base ha iniziato la sua attività nel 1980 presentando corsi di scienze di base a studenti di ingegneria di diverse discipline. Nel 1987, l'ampliamento della Facoltà ha consentito l'ammissione di studenti universitari di scienze applicate e il nome è stato modificato in Facoltà di Scienze.
La Facoltà è composta da quattro dipartimenti: Chimica applicata, Fisica applicata, Matematica e Dipartimento di corsi generali. Quest'ultimo dipartimento offre corsi di teologia ed etica, letteratura persiana, inglese e educazione fisica.
Questa facoltà è a Kavian St., Jolfa St., Shariati St. Un centro ricreativo è in questo campus.
| B.Sc.                     | M.Sc.                     | Ph.D.                                               |
| ------------------------- | ------------------------- | --------------------------------------------------- |
| Chimica applicata         | Chimica fisica            | Elettrochimica                                      |
| Matematica pura           | Chimica organica          | Chimica fisica                                      |
| Matematica applicata      | Chimica inorganica        | Chimica organica                                    |
| Fisica dello stato solido | Chimica analitica         | Chimica analitica                                   |
|                           | Matematica pura           | Pure Mathematics (analisi funzionale)               |
|                           | Matematica applicata      | Pure Mathematics (analisi armonica)                 |
|                           | Fisica Nucleare           | Matematica pura (moduli e cicli algebrici)          |
|                           | Fisica dello stato solido | Pure Mathematics (algebra-algebrical number theory) |
|                           |                           | Matematica pura (teoria dei gruppi finiti)          |
|                           |                           | Matematica applicata (ricerca operativa)            |
|                           |                           | Matematica applicata (analisi numerica)             |

## Facoltà di scienze e ingegneria dei materiali
La KN Toosi University of Technology (KNTU) ha iniziato le sue attività nel campo della Scienza e dell'Ingegneria dei Materiali nel 2001, con l'istituzione di un M.Sc. Laurea in Caratterizzazione e Selezione dei Materiali di Ingegneria, sotto-branca della Facoltà di Ingegneria Meccanica. Nel 2010, le attività e l'ambito del programma sui materiali sono stati ampliati per offrire un dottorato di ricerca. laurea, seguita nel 2011 da un altro M.Sc. laurea in Metals Forming e B.Sc. laurea in Metallurgia Industriale.
Nell'anno 2013, con l'approvazione del KNTU e del Consiglio per la promozione dell'istruzione superiore del Ministero della scienza, della ricerca e della tecnologia, il programma sui materiali è stato promosso alla Facoltà di scienza e ingegneria dei materiali. La facoltà ha iniziato il suo programma di e-learning, offrendo M.Sc. lauree in Caratterizzazione e selezione di materiali di ingegneria nel 2013 e Formazione dei metalli nel 2016. Un altro M.Sc. laurea in nanomateriali è stata lanciata nel 2017. La Facoltà di Scienza e Ingegneria dei Materiali ospita ora 10 docenti a tempo pieno.

## Programmi internazionali congiunti
KNTU sta collaborando a programmi di ricerca e insegnamento con molte università in tutto il mondo. A questo proposito, sono stati firmati memorandum d'intesa tra KNTU e università di Australia, Canada, Cipro, Francia, Germania, Russia e Regno Unito.
I corsi nella maggior parte dei programmi internazionali sono offerti in inglese. L'ammissione a questi programmi avviene tramite l'Esame di ammissione nazionale (Konkoor) o tramite esami speciali condotti da KNTU. La quota di iscrizione varia per ogni programma. Sono attivi i seguenti programmi internazionali congiunti:
- Programma di Master in Remote Sensing and Geographic Information Systems con l'International Institute for Aerospace Survey and Earth Sciences (ITC), Paesi Bassi.
- Programma di Master in Ingegneria automobilistica con la Kingston University, Londra, Regno Unito.
- Programma di Master in Sistemi energetici con l'Università di Manchester, Manchester, Regno Unito.
- Corso di laurea in ingegneria aerospaziale con l'Università statale di tecnologia aerospaziale di Mosca (MATI), Mosca, Russia.
- Programma di dottorato in ingegneria aerospaziale con l'Università statale di tecnologia aerospaziale di Mosca (MATI), Mosca, Russia.

## Ricerca
- Centro di eccellenza nella progettazione di veicoli di lancio a propellente liquido
- Centro di eccellenza nell'ingegneria spaziale
- Centro di eccellenza in robotica e controllo
- Centro di eccellenza nei materiali e nelle strutture moderne
- Centro di eccellenza nei sistemi energetici e nei fluidi

Ci sono diversi centri di ricerca in questa università, tra cui:
- Centro di ricerca sui sistemi spaziali

Ci sono diversi laboratori di ricerca in questa università, tra cui:
- Laboratorio di ricerca sulla propulsione e la combustione (Facoltà di Ingegneria Aerospaziale)
- MDO (multidisciplinary design optimization) Laboratorio di ricerca (Facoltà di Ingegneria Aerospaziale)
- Laboratorio di ricerca spaziale (Facoltà di ingegneria aerospaziale)
- Laboratorio di ricerca aerodinamica (Facoltà di ingegneria aerospaziale)
- Galleria del vento subsonica (Facoltà di Ingegneria Aerospaziale)
- Laboratorio di ricerca sulle lavorazioni parallele (Facoltà di Ingegneria Aerospaziale)
- Laboratorio multifase a flusso (Facoltà di Ingegneria Meccanica)
- Attuatori Laboratorio di ricerca (Facoltà di Ingegneria Meccanica)
- Laboratorio di Ricerca Vibrazioni e Automobili (Facoltà di Ingegneria Meccanica)
- Laboratorio di ricerca sulla realtà virtuale (Facoltà di ingegneria meccanica)
- Laboratorio di ricerca sui compositi (Facoltà di ingegneria meccanica)
- Laboratorio di Ricerca Meccanica delle Fratture (Facoltà di Ingegneria Meccanica)
- Laboratorio di ricerca strumentazione e controllo (Facoltà di Ingegneria Meccanica)
- Laboratorio di ricerca sulla combustione (Facoltà di Ingegneria Meccanica)
- Laboratorio di Ricerca Turbomacchine (Facoltà di Ingegneria Meccanica)
- Laboratorio di ricerca sui nano e sui materiali (Facoltà di Ingegneria Meccanica)
- Laboratorio di ricerca robotica (Facoltà di Ingegneria Meccanica)
- Laboratorio Spread Spectrum e Wireless Communications (Facoltà di Ingegneria Elettrica)
- Laboratorio di ricerca sui sistemi di controllo digitale (Facoltà di ingegneria elettrica)
- Laboratorio di ricerca sul controllo industriale (Facoltà di ingegneria elettrica)
- Laboratorio di ricerca strumentale (Facoltà di Ingegneria Elettrica)
- Laboratorio di ricerca sui sistemi intelligenti (Facoltà di ingegneria elettrica)
- Laboratorio di Ricerca Teoria dei Sistemi Lineari (Facoltà di Ingegneria Elettrica)
- Laboratorio di ricerca sui sistemi di controllo adattivo (Facoltà di ingegneria elettrica)
- Laboratorio di ricerca sull'identificazione dei sistemi (Facoltà di ingegneria elettrica)
- Laboratorio di ricerca sui sistemi di controllo ottimali (Facoltà di ingegneria elettrica)
- Laboratorio di ricerca sui sistemi di controllo non lineare (Facoltà di ingegneria elettrica)
- Laboratorio di ricerca sui sistemi di controllo robusto (Facoltà di ingegneria elettrica)
- Laboratorio di ricerca robotica (Facoltà di Ingegneria Elettrica)
- Laboratorio di ricerca di orientamento e navigazione (Facoltà di ingegneria elettrica)
- Laboratorio di ricerca sull'automazione (Facoltà di ingegneria elettrica)
- Laboratorio di ricerca sul controllo dei processi (Facoltà di ingegneria elettrica)
- Laboratorio di ricerca di ingegneria biomedica (Facoltà di ingegneria elettrica)
- Laboratorio di ricerca sui segnali biomedici e sull'elaborazione delle immagini (Facoltà di ingegneria elettrica)
- Laboratorio di ricerca sugli organi artificiali bioelettrici (Facoltà di Ingegneria Elettrica)
- Antenna Research Laboratory (Facoltà di Ingegneria Elettrica)
- Laboratorio di ricerca sui circuiti di comunicazione (Facoltà di ingegneria elettrica)
- Laboratorio di ricerca DSP (Digital Signal Processing) (Facoltà di Ingegneria Elettrica)
- Laboratorio di ricerca microonde (Facoltà di ingegneria elettrica)
- Laboratorio di ricerca sulle fibre ottiche (Facoltà di ingegneria elettrica)
- Circuiti logici Laboratorio di ricerca (Facoltà di Ingegneria Elettrica)
- Laboratorio di ricerca sui microprocessori (Facoltà di ingegneria elettrica)
- Laboratorio di ricerca sulle reti di computer (Facoltà di ingegneria elettrica)
- Laboratorio di ricerca FPGA (Facoltà di Ingegneria Elettrica)
- Laboratorio di ricerca informatica (Facoltà di Ingegneria Elettrica)
- Laboratorio di ricerca parallela Prossesing (Facoltà di Ingegneria Elettrica)
- Laboratorio di ricerca in architettura informatica (Facoltà di ingegneria elettrica)
- Laboratorio di ricerca elettronica digitale (Facoltà di ingegneria elettrica)
- Laboratorio di ricerca sui circuiti elettronici (Facoltà di ingegneria elettrica)
- Laboratorio di alta tensione (Facoltà di ingegneria elettrica)
- Power System Laboratory (Facoltà di Ingegneria Elettrica)
- Laboratorio di Relaying and Protection (Facoltà di Ingegneria Elettrica)
- Laboratorio Macchine Speciali (Facoltà di Ingegneria Elettrica)
- Power Electronics Laboratory (Facoltà di Ingegneria Elettrica)
- Laboratorio Macchine Elettriche (Facoltà di Ingegneria Elettrica)
- Laboratorio di Ricerca Misurazione esatta e Controllo Qualità (Facoltà di Ingegneria Industriale)
- Laboratorio di ricerca sulla simulazione (Facoltà di Ingegneria Industriale)
- Laboratorio di ricerca IT (Information Technology) (Facoltà di Ingegneria Industriale)
- Laboratorio di ricerca sull'automazione e sui sistemi industriali (Facoltà di Ingegneria Industriale)
- Laboratorio di ricerca sull'intelligenza strategica (Facoltà di ingegneria industriale)
- Laboratorio di ricerca robotica e progettazione e produzione (Facoltà di Ingegneria Industriale)
- Laboratorio di ricerca sul calcolo numerico (Facoltà di scienze)
- Laboratorio di ricerca laser (Facoltà di scienze)
- Laboratorio di ricerca di fisica a stato solido (Facoltà di scienze)

Ci sono seminari come i seguenti, in molti dei quali vengono condotte ricerche:
- Workshop di automeccanica (nel campus della Facoltà di Ing. AE)
- Casting Workshop (presso la Faculty of AE Eng. Campus)
- Laboratorio Lamiera (presso la Facoltà del campus AE Ing.)
- Laboratorio di ingegneria elettrica (Facoltà di ingegneria elettrica)

## Classifiche
Nelle ultime classifiche universitarie annunciate dal Times Higher Education Supplement a settembre 2016, la KN Toosi University of Technology è stata classificata tra le prime 5 università in Iran e nella gamma da 601 a 800 migliori università del mondo.

## Dipartimento di chimica applicata
Il dipartimento ha 12 docenti a tempo pieno specializzati in fisica chimica, chimica analitica, chimica organica e inorganica ed elettrochimica. Oltre al corso di laurea, il dipartimento offre un programma di laurea che porta alla laurea in chimica applicata e corsi di laurea che portano a diplomi di laurea magistrale e dottorato in discipline correlate.